# Josie Sadler
Josie Sadler (New York, 1871 – Harrison (New York), 22 giugno 1927) è stata un'attrice statunitense di teatro e del cinema muto.

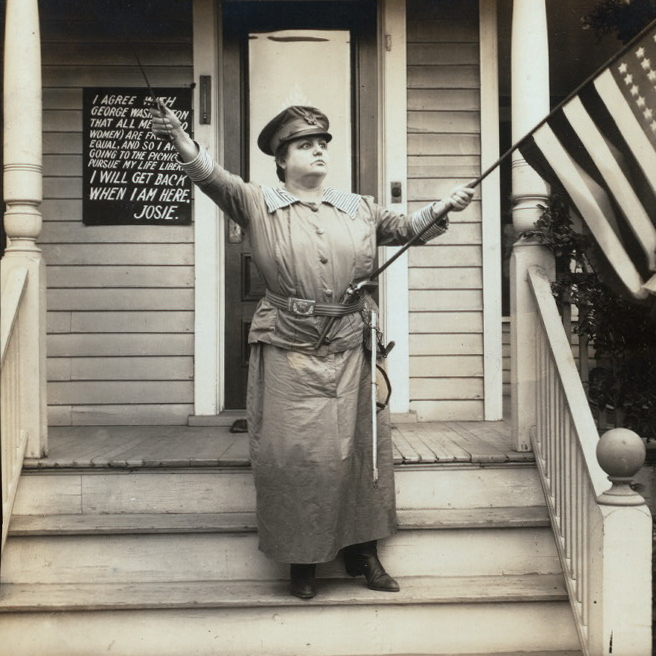
Josie Sadler nel 1914 "Josie's Declaration of Independence"

Nella sua carriera, che va dal 1913 al 1917, girò più di trenta film, lavorando alla Vitagraph.
Morì a Harrison, nello stato di New York, il 22 giugno 1927 all'età di 56 anni.

## Filmografia parziale
- Omens and Oracles, regia di Bert Angeles (1913)
- The Midget's Revenge, regia di Bert Angeles (1913)

- The House of Glass, regia di Émile Chautard (1918)